# Cantón de La Rochefoucauld
El cantón de La Rochefoucauld era una división administrativa francesa, que estaba situada en el departamento de Charente y la región de Poitou-Charentes.

## Composición
El cantón estaba formado por dieciséis comunas:
- Agris
- Brie
- Bunzac
- Chazelles
- Coulgens
- Jauldes
- La Rochefoucauld
- La Rochette
- Marillac-le-Franc
- Pranzac
- Rancogne
- Rivières
- Saint-Projet-Saint-Constant
- Taponnat-Fleurignac
- Vilhonneur
- Yvrac-et-Malleyrand

## Supresión del cantón de La Rochefoucauld
En aplicación del Decreto nº 2014-195 de 20 de febrero de 2014, el cantón de La Rochefoucauld fue suprimido el 22 de marzo de 2015 y sus 16 comunas pasaron a formar parte; catorce del nuevo cantón de Valle del Tardoire y dos del nuevo cantón de Touvre y Braconne.